# آكي نا أوكوا (فلم)
آكي نا أوكوا، هو فيلم كوميدي عائلي نيجيري عام 2002 من إخراج أمايو أوزو فيليبس. الفيلم من بطولة أوسيتا أهييم وتشينيدو إيكيديزي. أطلق الفيلم مهنة التمثيل للممثلين أوسيتا وإيكيديزي وكان هذا الفيلم بمثابة أول تعاون بينهما. نال الفيلم استحسان النقاد وحصل على مراجعات إيجابية، واعتبر الفيلم أحد أفضل الأفلام على الإطلاق في السينما النيجيرية بشكل أساسي لتقديم أوسيتا إيهيمي وتشينيدو إيكيديزي في الأدوار الرئيسية التي لعبت ما يسمى بشخصيات «باوباو» و«آكي» على التوالي. ارتفع الثنائي إلى النجومية وأصبح لهما ضجة كبيرة بين عشية وضحاها في نيجيريا لأدائهما في الفيلم منذ صدوره. منذ ذلك الحين قام الثنائي بدور البطولة في العديد من الأفلام في الأدوار الرئيسية. يرجع الفضل إلى تشوكوكا إميليونوو الذي كان منتج الفيلم في إنشاء شخصيات العلامة التجارية «آكي» و «باوباو».

## ملخص
يتسبب شقيقان في فوضى كاملة في منزلهما وفي مدرستهما وفي قريتهما بأكملها.

## ميراث
لا يزال يتم التحدث على نطاق واسع بأداء تشينيدو إيكيديزي جنبًا إلى جنب مع زميله النجم القزم أوسيتا أهييم في الفيلم، ويتجه الثنائي وخاصة شخصية أوسيتا عبر الميمات منذ عام 2019 في تويتر ومنصات التواصل الاجتماعي الأخرى على مستوى العالم.